# 라단 맥케이

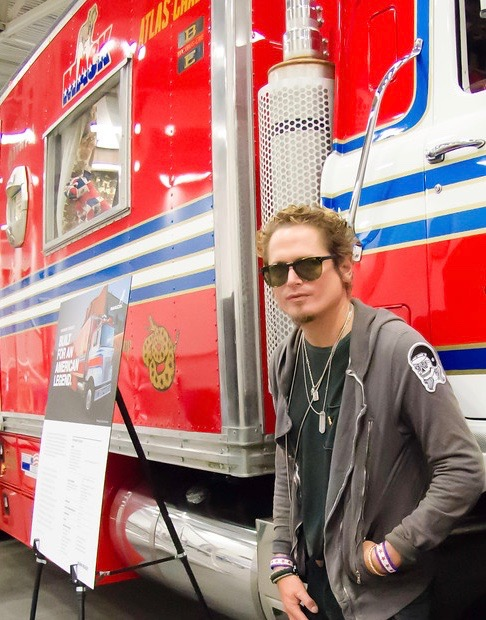

라단 맥케이(Lathan McKay, 1978년 1월 10일 ~ )는 미국의 영화배우, 스케이트보드 선수이다.
오스틴에서 태어났다.

## 영화
- 에코 파크 러브 스토리 (2011년) - 더 아티스트 역
- 로드 투 노웨어 (2010년)
- 해롤드 (2008년)